# Воскресенская церковь (Межево)
Свято-Воскресенская церковь — православный храм в агрогородке Межево Оршанского района Витебской области. Построена во 2-й половине XIX века из кирпича владельцем поместья Константином Любомирским. Находится в полуразрушенном состоянии.

## Архитектура
Памятник архитектуре русско-византийского стиля. Продольно-осевую объёмно-пространственную композицию составляют притвор с четвериковой колокольней, короткая трапезная, кубический объём молитвенного зала с боковыми приделами, полукруглая апсида с боковыми ризницами. В силуэте храма доминируют шатёр колокольни и восьмигранный барабан над центральным объёмом. Оштукатуренные фасады рассечены арочными оконными проемами в клиновидных наличниках, усеянных угловыми полуколоннами, прямоугольными нишами и круглыми розетками. Вход выделен ризалитом и арочным порталом клиновидной формы, над которым расположена круглая люкарна с прямоугольными нишами по бокам. Церковь окружена мощным карнизом на дентикулах и зубчатым фрызом.

## Интерьер
Внутри молельный зал перекрыт сводом на парусах, в котором находится световой барабан, трапезная и приделы — с цилиндрическими сводами, в апсиде свода-раковины. Помещения соединены широкими арочными проемами. Толщина стен составляет 1,5 метра.